# Mocsáriteknős-félék
A mocsáriteknős-félék (Emydidae) a hüllők (Reptilia) osztályába és a teknősök (Testudines) rendjébe tartozó család.

## Rendszerezésük
A két alcsalád 12 nemébe 41 faj tartozik:

### Emydinae
Emydinae alcsalád 6 nemmel:
- Emys (Duméril, 1806) – 2 faj
  - mocsári teknős (Emys orbicularis)
  - szicíliai mocsáriteknős (Emys trinacris)

- Emydoidea (Gray, 1870) – 1 faj
  - amerikai mocsáriteknős (Emydoidea blandingii)

- Actinemys (Agassiz, 1857) – 1 faj
  - márványos víziteknős (Actinemys marmorata)

- Clemmys (Ritgen, 1828) – 1 faj
  - pettyes víziteknős (Clemmys guttata)

- Glyptemys (Agassiz, 1857) – 2 faj
  - északi víziteknős (Glyptemys insculpta)
  - Muhlenberg-víziteknős (Glyptemys muhlenbergii)

- Terrapene Merrem, 1820 – 4 élő faj és 2 fosszilis faj

### Deirochelyinae
Deirochelyinae alcsalád 6 nemmel:
- Deirochelys (Agassiz, 1857) – 1 faj
  - hosszúnyakú ékszerteknős (Deirochelys reticularia)

- Chrysemys (Gray, 1844) – 1 faj
  - díszes ékszerteknős (Chrysemys picta)

- Graptemys (Agassiz, 1857) – 12 faj
  - Barbour-tarajosteknős (Graptemys barbouri)
  - Cagle-tarajosteknős (Graptemys caglei)
  - Ernst-tarajosteknős (Graptemys ernsti)
  - sárgafoltos tarajosteknős (Graptemys flavimaculata)
  - térképes tarajosteknős (Graptemys geographica)
    - mississippi tarajosteknős (Graptemys pseudogeographica kohni)

- - Gibbons-tarajosteknős (Graptemys gibbonsi)

- - alabamai tarajosteknős (Graptemys nigrinoda)
  - gyűrűs tarajosteknős (Graptemys oculifera)
  - ouachitai tarajosteknős (Graptemys ouachitensis)
  - közönséges tarajosteknős (Graptemys pseudogeographica)
  - ékes tarajosteknős (Graptemys pulchra)
  - texasi tarajosteknős (Graptemys versa)

- Malaclemys (Gray, 1844) – 1 faj
  - gyémántteknős (Malaclemys terrapin)

- Pseudemys (Gray, 1856) – 8 faj
  - alabamai ékszerteknős (Pseudemys alabamensis)
  - hieroglifás ékszerteknős (Pseudemys concinna)
  - Zug-ékszerteknős (Pseudemys gorzugi)
  - Nelson-ékszerteknős (Pseudemys nelsoni)
  - szigeti ékszerteknős (Pseudemys peninsularis)
  - vöröshasú ékszerteknős (Pseudemys rubriventris)
  - Suwannee-ékszerteknős (Pseudemys suwanniensis)
  - texasi ékszerteknős (Pseudemys texana)

- Trachemys (Agassiz, 1857) – 7 faj 
  - haiti ékszerteknős (Trachemys decorata)
  - kubai ékszerteknős (Trachemys decussata)
  - brazil ékszerteknős (Trachemys dorbigni)
  - Gaige-ékszerteknős (Trachemys gaigeae)
  - közönséges ékszerteknős (Trachemys scripta)
  - Stejneger-ékszerteknős (Trachemys stejnegeri)
  - jamaicai ékszerteknős (Trachemys terrapen)